# Alluaudomyia parva
Alluaudomyia parva är en tvåvingeart som beskrevs av Wirth 1952. Alluaudomyia parva ingår i släktet Alluaudomyia och familjen svidknott. Inga underarter finns listade i Catalogue of Life.